# Спостереження до відкриття

Супутник Юпітера Валетудо був відкритий у 2017 році, але відтоді було ідентифіковано кілька його зображень, зроблених ще до відкриття. Зокрема, це зображення зроблене 28 лютого 2003 року телескопом CFHT. Положення Валетудо на ньому позначено двома помаранчевими рисками.

Спостереження до відкриття — це виявлення зображення космічного об'єкта на знімках або фотопластинах, зроблених раніше дати його відкриття. Як правило, такі зображення шукають, щоб уточнити його орбіту шляхом збільшення дуги спостереження.
Найчастіше на архівних зображеннях знаходять малі планети, але іноді — комети, карликові планети, природні супутники або зорі; на них знаходили навіть екзопланети.
Спостереження до відкриття (англ. precovery, скорочення від pre-discovery recovery) не слід плутати з повторним відкриттям після втрати (recovery) — тобто повторним віднайденням тіла, яке було відкрите, але після цього втрачене (див. втрачена мала планета).

## Загальний опис
Щоб визначити орбіту тіла, необхідно кілька разів зафіксувати його положення на небесній сфері. Що більше інтервал між спостереженнями, то точнішим буде розрахунок орбіти. Однак якщо об'єкт відкрито недавно, дані спостережень охоплюватимуть інтервал тривалістю лише кілька днів або тижнів — цього вистачає на розрахунок лише приблизної орбіти.
Якщо щойно відкритий об'єкт привертає особливу увагу — наприклад, якщо це астероїд, який загрожує зіткненням із Землею, — дослідники роблять грубий розрахунок його орбіти і починають шукати його на архівних зображеннях, іноді знятих кілька десятиліть тому. Якщо його вдається знайти на давніх фотографіях, це значно подовжує дугу його спостереження, а отже, дає змогу розрахувати його орбіту набагато точніше.
До появи швидких і потужних комп'ютерів вишукувати малі космічні тіла на архівних зображеннях було непрактично, оскільки це потребувало багато людської праці. У загальному випадку такі зображення були отримані давно, роки або навіть десятиліття тому, причому зовсім з іншою метою (дослідження галактик тощо), і не мало сенсу витрачати час на пошуки звичайних астероїдів на них. Натомість сьогочасні комп'ютери легко й швидко аналізують цифрові астрономічні зображення і звіряють їх із зоряними каталогами, які містять положення мільярдів зір. Вони здатні знаходити на знімках зображення нещодавно знайдених об'єктів. З середини 1990-х років цю методику використовують для визначення орбіт малих планет.

## Приклади
Приклад спостереження задовго до відкриття: 31 грудня 2000 року було знайдено навколоземний астероїд; він отримав позначення 2000 YK66. Було розраховано його орбіту, і виявилося, що його вже бачили за пів століття до того, 23 лютого 1950 року, і тоді він отримав тимчасове позначення 1950 DA, але невдовзі був втрачений. Надзвичайно довгий період спостереження дав змогу дуже точно розрахувати його орбіту, і з'ясувалося, що існує невелика ймовірність його зіткнення із Землею (1:300). Після точного обрахунку орбіти астероїду можуть присвоїти номер-префікс — у цьому випадку (29075) 1950 DA.
Астероїд 69230 Гермес був знайдений у 2003 році й отримав номер, але виявилося, що його вже відкривали у 1937 році і навіть дали йому назву Гермес, але невдовзі втратили. Стару назву відновлено.
Астероїд-кентавр 2060 Хірон відкрили у 1977 році, але згодом виявилося, що він присутній на зображеннях, знятих ще у 1895 році.
Ще один цікавий випадок спостереження до відкриття — Нептун. Галілео Галілей спостерігав його принаймні двічі, 28 грудня 1612 року і 27 січня 1613 року, коли той перебував майже прямо за Юпітером (якщо дивитися з Землі). Оскільки Нептун рухається дуже повільно і є набагато тьмянішим порівняно з іншими планетами, відомими на той час, Галілей прийняв його за нерухому зорю. Галілей помітив, що «зоря» чомусь рухається, і зазначив, що за час між двома спостереженнями її видима відстань від іншої зорі дещо змінилася. Однак креслення, які він робив, на відміну від сучасних фотозображень, були надто грубі, щоб уточнити орбіту такого віддаленого об'єкта. Через це планета залишалася невідкритою ще цілих 246 років — аж до 1846 року.
У 1795 році Жозеф Лаланд теж прийняв Нептун за зорю.
У 1690 році Джон Флемстид прийняв за зорю Уран і навіть позначив його як зорю 34 Тельця.
Імовірно, одним із найекстремальніших випадків спостережень до відкриття був супутник Юпітера Ганімед. До нього теж причетний Галілей: вважається, що він відкрив його в 1610 році. Китайський астроном Сі Цзецзун (席澤宗) припустив, що китайський астроном Гань Де (甘德) відкрив Ганімед ще в 365 році до н. е., побачивши його неозброєним оком і описавши його як маленьку червону зорю поруч із Юпітером.

### Карликові планети
Дати фактичного відкриття і спостереження до відкриття добре відомих карликових планет, малих планет та кандидатів у карликові планети:
| Індекс | Об'єкт          | Рік відкриття | Рік спостереження до відкриття | Проміжок часу в роках | Абсолютна зоряна величина |
| ------ | --------------- | ------------- | ------------------------------ | --------------------- | ------------------------- |
| 2      | Паллада         | 1802          | 1779                           | 23                    | 4,13                      |
| 134340 | Плутон          | 1930          | 1909                           | 21                    | −0,7                      |
| 19521  | Хаос            | 1998          | 1991                           | 7                     | 5,0                       |
| 20000  | Варуна          | 2000          | 1954                           | 46                    | 3,76                      |
| 38628  | Гуйя            | 2000          | 1996                           | 4                     | 5,04                      |
| 78799  | 2002 XW93       | 2002          | 1989                           | 13                    | 5,5                       |
| 28978  | Іксіон          | 2001          | 1982                           | 19                    | 3,6                       |
| 55637  | 2002 UX25       | 2002          | 1991                           | 11                    | 3,87                      |
| 50000  | Квавар          | 2002          | 1954                           | 48                    | 2,82                      |
| 307261 | Мані            | 2002          | 1954                           | 48                    | 3,7                       |
| 55565  | Ая              | 2002          | 1997                           | 5                     | 3,5                       |
| 612533 | 2002 XV93       | 2002          | 1990                           | 12                    | 5,42                      |
| 174567 | Варда           | 2003          | 1980                           | 23                    | 3,1                       |
| 84922  | 2003 VS2        | 2003          | 1991                           | 12                    | 4,1                       |
| 208996 | 2003 AZ84       | 2003          | 1996                           | 7                     | 3,54                      |
| 455502 | 2003 UZ413      | 2003          | 1954                           | 49                    | 4,38                      |
| 90377  | Седна           | 2003          | 1990                           | 13                    | 1,83                      |
| 444030 | 2004 NT33       | 2004          | 1982                           | 22                    | 4,4                       |
| 230965 | 2004 XA192      | 2004          | 1989                           | 15                    | 4,1                       |
| 90568  | 2004 GV9        | 2004          | 1954                           | 50                    | 4,25                      |
| 90482  | Орк             | 2004          | 1951                           | 53                    | 2,2                       |
| 175113 | 2004 PF115      | 2004          | 1992                           | 12                    | 4,54                      |
| 120347 | Салація         | 2004          | 1982                           | 22                    | 4,36                      |
| 120348 | 2004 TY364      | 2004          | 1983                           | 21                    | 4,52                      |
| 136108 | Гаумеа          | 2004          | 1955                           | 49                    | 0,2                       |
| 145451 | 2005 RM43       | 2005          | 1976                           | 29                    | 4,4                       |
| 145452 | Рітона          | 2005          | 1954                           | 51                    | 3,89                      |
| 202421 | 2005 UQ513      | 2005          | 1990                           | 15                    | 3,4                       |
| 136199 | Ерида           | 2005          | 1954                           | 51                    | −1,17                     |
| 136472 | Макемаке        | 2005          | 1955                           | 50                    | −0,3                      |
| 470308 | 2007 JH43       | 2007          | 1984                           | 23                    | 4,49                      |
| 229762 | Гк'кунл'хомдіма | 2007          | 1982                           | 25                    | 3,69                      |
| 225088 | Гунгун          | 2007          | 1985                           | 22                    | 1,8                       |
| 523671 | 2013 FZ27       | 2013          | 2001                           | 12                    | 4,1                       |
| 472271 | 2014 UM33       | 2014          | 2003                           | 11                    | 5,2                       |
| 523794 | 2015 RR245      | 2015          | 2004                           | 11                    | 3,6                       |
|        | 2018 VG18       | 2018          | 2003                           | 15                    | 3,5                       |

### Комети хмари Оорта
Щоб подолати відстань від орбіти Нептуна (її радіус — 30,1 астрономічної одиниці, або 4,5 млрд км) до перигелію (точки максимального наближення до Сонця), кометам, які наближаються до Сонця з хмари Оорта, потрібно понад 10 років. Оскільки архіви сучасних астрономічних досліджень охоплюють дедалі більше тьмяних космічних об'єктів, знаходити на астрономічних фотознімках давні зображення вже відкритих об'єктів стає дедалі простіше.
| Комета                      | Дата відкриття | Дата спостереження до відкриття | Відстань від Сонця під час відкриття (а. о.) | Відстань від Сонця під час спостереження до відкриття (а. о.) | Хто спостерігав |
| --------------------------- | -------------- | ------------------------------- | -------------------------------------------- | ------------------------------------------------------------- | --------------- |
| C/2010 U3 (Боаттіні)        | 31.10.2010     | 05.11.2005                      | 18,4                                         | 25,8                                                          | JPL             |
| C/2012 S1 (ISON)            | 21.09.2012     | 30.09.2011                      | 6,3                                          | 9,4                                                           | JPL             |
| C/2013 A1 (Сайдинг Пружина) | 03.01.2013     | 04.10.2012                      | 7,2                                          | 7,9                                                           | JPL             |
| C/2017 K2 (PANSTARRS)       | 21.05.2017     | 12.05.2013                      | 16,1                                         | 23,7                                                          | JPL             |

## Поточні проєкти
DANEOPS (DLR-Archenhold Near Earth Objects Precovery Survey) і ANEOPP (The Arcetri Near Earth Object Precovery Program) — програми систематичного вивчення астрономічних фотоархівів для виявлення давніх реєстрацій навколоземних об'єктів.